# Gy. Horváth László
Gy. Horváth László (Egyed, 1950. szeptember 23. –) József Attila-díjas műfordító, író, esszéista.

## Életpálya
1969-ben érettségizett a csornai Hunyadi János Gimnáziumban, 1975-ben angol–orosz szakos bölcsészdiplomát szerzett az Eötvös Loránd Tudományegyetemen, közben Eötvös-kollégista volt, tanszéki ösztöndíjjal bejárta Angliát, és féléves részképzésen vett részt a moszkvai Lomonoszov Egyetemen, ez alkalomból eljutott Taskentbe, Szamarkandba és Buharába is. 1975-től az Európa Könyvkiadó munkatársa, előbb korrektor, szerkesztő, majd 1988-tól 2012-ig az angolszász csoport főszerkesztője. Többek között Virginia Woolf, Vámos Miklós, Raymond Chandler, Charles Dickens életműkiadását gondozta. 2015. január 1-től 2019. január 1-ig a Babits Mihály műfordítói ösztöndíj kuratóriumának tagja.

## Életmű

### Önálló művei
- Nindzsák, Sportpropaganda, 1985, 1986, 1988, 1990, Lunarimpex, 1999
- Japán kulturális lexikon, Corvina, 1999, 2005
- Japán kulturális szótár, Corvina, 2018 (a Japán kulturális lexikon átdolgozott, bővített változata)
- Esszék, tanulmányok egyebek között Shakespeare szonettjeiről, Marina Cvetajeváról, James Clavell A sógun című regényének történelmi hátteréről, Lawrence Norfolkról, Martin Amisről, George Barkerről, Richard Brautiganről, Tim O’Brienről, Muraszaki Sikiburól, Vaszilij Grosszmanról, Nacume Szószekiről, J. M. Coetzee-ről, a magyar könyvkiadásról (angolul), a Vietnám-élmény hatásáról az amerikai kultúrára.

### Fontosabb válogatásai, szerkesztései
- Bret Harte: Idill a Vörös Szurdokban, válogatott elbeszélések, Európa, 1977
- Nathaniel Hawthorne: A lelkipásztor fekete fátyla, válogatott elbeszélések, Európa, 1979
- Berzsenyi Dániel és Kölcsey Ferenc válogatott művei, válogatott versek és próza, jegyzetekkel, Európa Diákkönyvtár, 2002
- Arany János: Válogatott kisebb költemények, válogatott versek, jegyzetekkel, Európa Diákkönyvtár, 2003
- Katherine Mansfield: Elbeszélések, válogatott elbeszélések, Európa, 2004
- Marina Cvetajeva versei, válogatott versek, utószóval és jegyzetekkel, Európa, Lyra Mundi, 2007
- Bernard Shaw: Színművek I–II., válogatott színművek, Európa, 2008
- Macuo Basó: 333 haiku, válogatott versek, jegyzetekkel, Európa, Lyra Mundi, 2009
- Lev Tolsztoj: Háború és béke, újraszerkesztés, szöveggondozás, Európa, 2013

### Fontosabb fordításai
- David Garnett: Pokahontasz avagy Virginia gyöngye, regény, Európa, 1977
- George Byron: Naplók, levelek (Journals and Letters), Bart Istvánnal és Tótfalusi Istvánnal, Európa, 1978
- Agatha Christie: Függöny (Curtain), bűnügyi regény, 1978
- Walter Scott: Midlothian Szíve, regény, Európa, 1980
- Robert Coover: Az utolsó ítélet West Condonban (The Origin of the Brunists), regény, Európa, 1980
- Richard Brautigan: Pisztrángfogás Amerikában (Trout Fishing in America), Egy déli tábornok az amerikai polgárháborúban (A Confederate General from Big Sur), két regény, Európa, 1981
- Truman Capote: Mozart és a kaméleonok (Music for Chameleons), elbeszéléskötet, Bart Istvánnal és Osztovits Leventével, Európa, 1982
- John Fowles: A francia hadnagy szeretője (The French Lieutenant's Woman), regény, Európa, 1983
- V. S. Naipaul: A nagy folyó kanyarulatában (The Bend in the River), regény, Európa, 1983
- Anne Brontë: Agnes Grey, regény, Európa, 1984
- Christopher Hampton: Teljes napfogyatkozás (Total Eclipse), in: Hollywoodi mesék. Három színmű, Bart Istvánnal és Vajda Miklóssal, Európa, 1985
- Joseph Conrad: A titkosügynök (The Secret Agent), regény, Európa, 1986
- Richard Brautigan: Hogy el ne fújja mind a szél (So the Wind Won't Blow It All Away), regény, Európa, 1986
- Karen Blixen: Volt egy farmom Afrikában (Out of Africa), önéletrajzi regény, Európa, 1987
- James Clavell: A sógun, regény, Európa, 1987
- Paul Scott: A skorpió napja (The Day of the Scorpion), (A korona ékköve II.), Európa, 1989
- Anthony Burgess: Gépnarancs (A Clockwork Orange), regény, Európa, 1990
- Jerzy Kosinski: A festett madár (The Painted Bird), regény, Európa, 1990
- Aczél Tamás: Illuminációk, regény, Európa, 1991
- John Updike: Nyúlszív (Rabbit at Rest), regény, Európa, 1992
- Lawrence Norfolk: A Lemprière-lexikon, regény, Európa, 1994
- Aczél Tamás: A vadászat (The Hunt), regény, Európa, 1994
- Viktor Jerofejev: Élet egy idiótával (Stories), elbeszéléskötet [többekkel], Európa, 1997
- Viktor Jerofejev: Férfiak (Stories), elbeszéléskötet [többekkel], Európa, 1998
- Tim O’Brien: A katona legszebb álma (Going After Cacciato), regény, Európa, 1998
- John Updike: Nyúlfark (Rabbit Remembered), in: Nyúlfark és más történetek, kisregény, Európa, 2001
- Richard Brautigan: A gyep bosszúja (Revenge of the Lawn), elbeszéléskötet, Cartaphilus, 2001
- John Updike: Majd ha fagy (A Month of Sundays), regény, Európa, 2002
- Robert Louis Stevenson: A Kincses-sziget (Treasure Island), Európa Diákkönyvtár, 2004
- John Updike: Falvak (Villages), regény, Európa, 2005
- Virginia Woolf: Jacob szobája, regény, Európa, 2005
- Winston Churchill: Sohase engedjetek!: Winston Churchill legjobb beszédei (Selected Speeches) [válogatta és szerkesztette unokája, Winston S. Churchill], Európa, 2006
- J. R. R. Tolkien: A hobbit, regény, Európa, 2006
- Marina Cvetajeva versei (Избранные стихотворения) [többekkel], Európa, Lyra Mundi, 2007
- Raymond Chandler: Asszony a tóban (The Lady in the Lake), bűnügyi regény, Európa, 2008
- Bernard Shaw: Színművek I–II., [Összetört szívek háza] (Heartbreak House), Európa, 2008
- Raymond Chandler: Visszajátszás (Playback), bűnügyi regény, Európa, 2009
- Ross Macdonald: Fekete pénz (Black Money), bűnügyi regény, Európa, 2009
- Macuo Basó: 333 haiku, Tandori Dezsővel, Európa, Lyra Mundi, 2009
- Muraszaki udvarhölgy (Muraszaki Sikibu): Gendzsi szerelmei, regény, Európa, 2009
- Carson McCullers: Egy arany szem tükrében (Reflections in a Golden Eye), regény, Európa, 2011
- Sebastian Faulks: Madárdal (Birdsong), regény, Európa, 2014
- William Golding: A Legyek Ura (Lord of the Flies), regény, Európa, 2015
- John Edward Williams: Stoner, regény, Park, 2015
- Thomas Pynchon: Kísérleti fázis (Bleeding Edge), regény, Magvető Könyvkiadó, 2015
- Lorrie Moore: Köszönöm, hogy meghívtál (Bark), novelláskötet, Park, 2016
- John Edward Williams: Augustus, regény, Park, 2016
- Richard Flanagan: Keskeny út északra (The Narrow Road to the Deep North), regény, Jelenkor, 2016
- Truman Capote: Pille a lángban (The Early Stories of Truman Capote), novelláskötet, Európa, 2017
- Radclyffe Hall: A magány kútja (The Well of Loneliness), regény, Park, 2017
- John Edward Williams: Butcher's Crossing, regény, Park, 2017
- Colson Whitehead: A föld alatti vasút (The Underground Railroad), 21. Század Kiadó, 2017
- Ivan Turgenyev: Senilia (prózaversek), Európa, 2018
- Agatha Christie: Temetni veszélyes (After the Funeral), Helikon, 2018
- John Updike: Nyúlcipő (Rabbit, Run), 21. Század Kiadó, 2018
- Kamila Shamsie: A fiúk hazatérnek (Home Fire), Park, 2018
- Misima Jukio: Egy maszk vallomásai (Kamen no kokuhaku), Jelenkor, 2018
- John Updike: Nyúlketrec (Rabbit Redux), 21. Század Kiadó, 2019[7]
- Ivan Turgenyev: Apák és fiúk (Отцы и дети), Helikon, 2019
- James Fenimore Cooper: Az utolsó mohikán (The Last of the Mohicans), Park, 2019[8]
- John Updike: Nyúlháj (Rabbit Is Rich), 21. Század Kiadó, 2019
- Thomas Hardy: Távol a világ zajától (Far from the Madding Crowd), Lazi, 2020[9]
- Esi Edugyan: Washington Black, 21. Század Kiadó, 2020
- Lev Tolsztoj: Anna Karenyina (Анна Каренина), Európa, 2021[10][11][12][13]
- Lev Tolsztoj: Háború és béke (Война и мир), 21. Század Kiadó, 2022[14][15][16][17][18][19][20][21][22][23][24][25][26]
- Lev Tolsztoj: Feltámadás (Воскресение), 21. Század Kiadó, 2023[27][28][29][30][31]
- Jesmyn Ward: Most leszállunk innen (Let Us Descend), 21. Század, 2024

## Díjai, kitüntetései
- Árvízvédelemért emlékérem, 1970
- Az Európa Könyvkiadó Nívódíja, 1983, 1990
- Wessely László-díj, 1987
- Szocialista Kultúráért, 1987
- Forintos-díj az év legjobb prózafordításáért [Aczél Tamás: Illuminációk], 1992
- Thornton Niven Wilder Award, Columbia University, 1993[32]
- Artisjus Év Könyve Jutalom [Lawrence Norfolk: A Lemprière-lexikon fordításáért], 1995
- József Attila-díj, 2013
- A Magyar Érdemrend lovagkeresztje, 2024[33]